# Гай Аппій Юній Сілан
Гай Аппій Юній Сілан (лат. Gaius Appius Iunius Silanus,  6 рік до н. е. —  42 рік н. е.) — політичний діяч ранньої Римської імперії, консул 28 року н. е.

## Життєпис
Походив з роду нобілів Юніїв. Син Гая Юнія Сілана, консула, 10 року. У 25 році Сілан обіймав посаду міського претора, а у 28 році обирається консулом (разом з Публієм Сілієм Нервою). У 32 році разом з іншими знатними сенаторами був звинувачений в образі величі римського народу, але один з донощиків — трибун міської варти Цельс — зняв з нього звинувачення. З 37 року стає членом колегії арвальских братів, а вже у 39 році Сілана було обрано головою цієї колегії.
У 41 році призначається легатом пропретора Тарраконської Іспанії. Прийшовши до влади, імператор Клавдій викликав його з провінції та одружив зі своєю тещею Доміцією Лепідою. Після цього деякий час Аппій Сілан входив до найближче оточення Клавдія, проте незабаром накликав на себе ненависть його дружини Мессаліни, відмовившись стати її коханцем. Мессаліна, змовившись з Нарцисом, впливовим вільновідпущеником Клавдія, звинуватила Сілана в підготовці замаху на Клавдія, причому доказами служили сни Нарциса та Мессаліни. Інсценувавши напад Сілана, вони зуміли переконати Клавдія у правдивості цих снів та домогтися страти Сілана.

## Родина
1. Дружина (ім'я не відоме)
Діти:
- Марк Аппій Юній Сілан, консул-суфект 54 року.

2. Дружина — Доміція Лепіда.